# جورج إدوين سميث
جورج إدوين سميث (بالإنجليزية: George E. Smith)‏ هو محامي وسياسي أمريكي، ولد في 5 أبريل 1849 في نيو هامبتون في الولايات المتحدة، وتوفي في 26 أبريل 1919. حزبياً، نشط في الحزب الجمهوري. وقد انتخب عضو مجلس نواب ماساتشوستس.